# Županijski sud u Zagrebu
Županijski sud u Zagrebu rješava kaznene, građanske i druge parnice.
Podijeljen je na više odjela:
- Kazneni odjel prvog stupnja
- Građanski odjel prvoga stupnja
- Građanski odjel drugoga stupnja
- Kazneni odjel za mladež